# Susaye Greene
Susaye Greene (Houston, 1949. szeptember 13. –) amerikai énekesnő, dalszerző.

## Pályafutása
A texasi Houstonban született Greene 12 évesen kezdte profi karrierjét. Még tizenévesként New Yorkba költözött, ahol a Professional Children Schoolba járt, később a New York City High School of Performing Arts-ot is elvégezte. Mielőtt csatlakozott a The Supremeshez, Ray Charles Raelettes és Stevie Wonder Wonderlove című albumain énekelt. 1973-ban vendégénekes volt a New Birth slágerében, az „Until It's Time for You to Go”-ban. 1975-ben társszerzője volt a Deniece Williams „Free” című dalának.
Susaye Greene, aki főleg az utolsó The Supremes tagok egyiként ismert, stabil kreatív  kereszteződésében áll a zene, a könyv, a film és a művészet műfajai terén. 
SŐ volt az utolsó hivatalos tag, aki csatlakozott a The Supremeshez, és a ottmaradt az együttesben a fennállásának utolsó évében, 1976-tól 1977-ig. Sikeres dalszerző is, aki slágerlemezeket írt Michael Jacksonnak, Deniece Williamsnek és másoknak.
„Az elmúlt évben hatalmas személyes fejlődésen mentem keresztül festőként, és újrafókuszáltam a céljaimea. Amikor Jef Harris, a Chaos Academy munkatársa megkért, hogy csináljak vele egy videót, nagyon örültem. Izzó fehér fotói lenyűgöztek, magával ragadott modern élességével és merész vizuális hatásával! Annyira a lehető legjobban megéli ezt a kultúrát, hatalmas szakmai portfóliója, kiemelkedő reklámmunkái és videói ledöntöttek  a lábamról. Rendkívül izgatott vagyok a lehetőség miatt, hogy együtt dolgozhatok vele.”
Greene elindított egy MySpace oldalt. Ez felhívta rá a zene szerelmeseinek figyelmét világszerte. Elismeri, hogy a MySpace világméretű láthatósága lehetővé teszi számára, hogy találkozhasson fontos emberekkel. Köztük van például az inspiráló író és előadó, Bryant McGill, aki nagyban hozzájárult új népszerűségéhez az online közösségben.

## Albumok
- 2002: No Fear Here
- 2005: Brave New Shoes
- 2008: Christmas Wonderland (EP)

## Albumokon
- High Energy – & The Supremes
- Mary, Scherrie & Susaye – with The Supremes
- At Their Best – & The Supremes
- Partners – duet album & former Supreme Scherrie Payne
- Songs in the Key of Life – Stevie Wonder (háttérvokál)
- Hotter than July – Stevie Wonder (háttérvokál)
- Journey to the Urge Within – Courtney Pine (Lead vocals on „Children of The Ghetto” (1986)
- Vital Blue – Blue Mitchell (1971)

## Dalszerző
- „Free” – Deniece Williams
- „Stop! I Need You Now”
- „No Fear Here”
- „Bewitched"
- „I Can't Help It” Michael Jackson (1979-es „Off the Wall” albumán)

## Filmek
- 2013: 20 Feet from Stardom (önmaga)